# Wilderich von Droste zu Hülshoff
Wilderich Freiherr von Droste zu Hülshoff (* 24. April 1948 in Adenau) ist ein deutscher Jurist, Autor und Stiftungsvorstand.

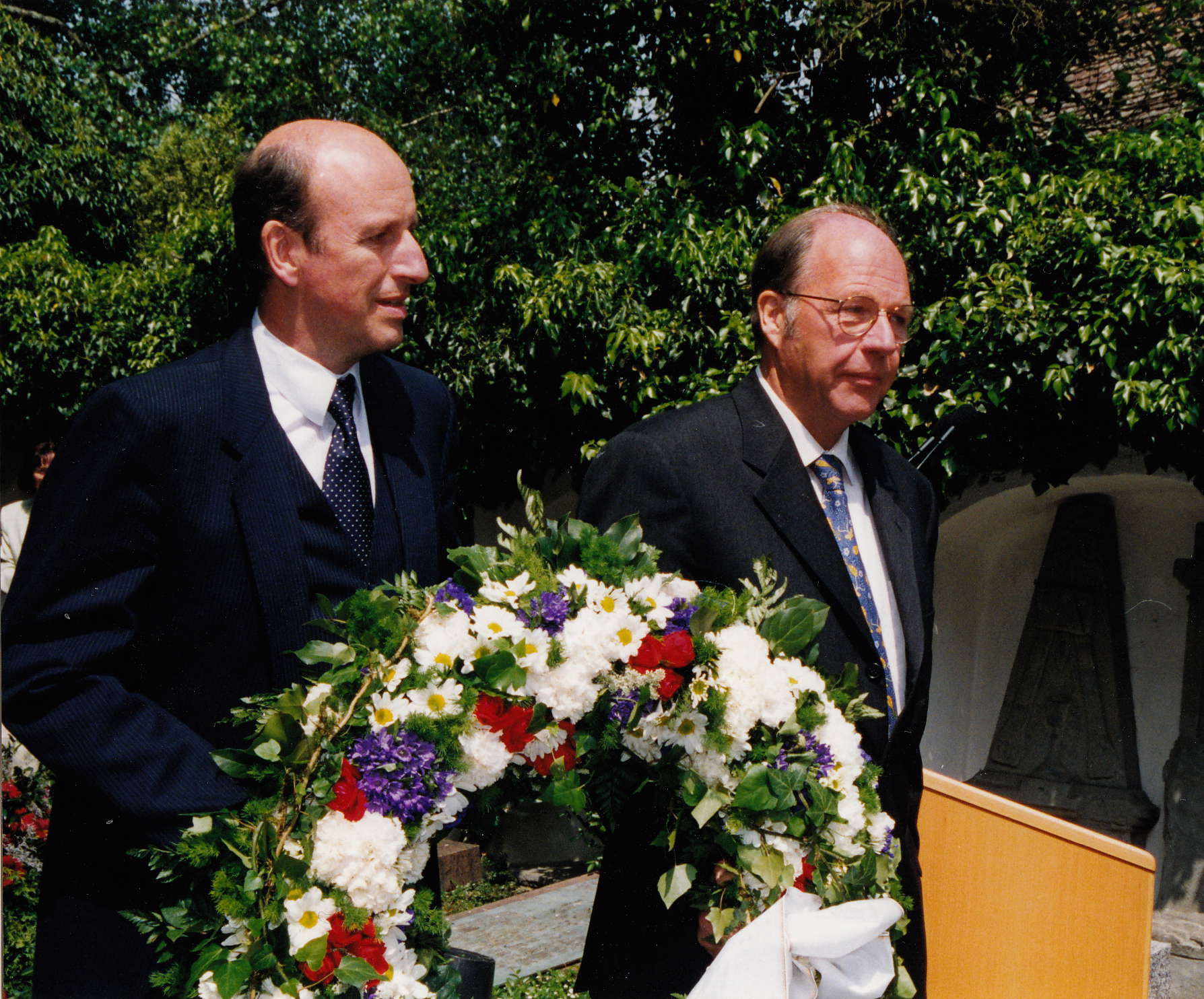
Wilderich von Droste zu Hülshoff (links) und Bernd von Droste zu Hülshoff am 150. Todestag von Annette von Droste-Hülshoff 1998 in Meersburg

## Leben und Wirken

### Familie
Wilderich Richard Fidelis Hubertus Freiherr von Droste zu Hülshoff ist der Sohn des Oberlandforstmeisters Mariano Freiherr von Droste zu Hülshoff und seiner Frau Sybille, geb. Iltgen, und wuchs in Adenau auf. Er ist ein Urenkel von Carl Caspar von Droste zu Hülshoff, ein Enkel des Juristen und Autors Heinrich von Droste zu Hülshoff und der jüngere Bruder von Bernd von Droste zu Hülshoff.  Von 1974 bis 2005 lebte er in Kirchzarten, seither auf dem Landsitz Villa Küchlin in Horben, wo seine Familie Land- und Forstwirtschaft (u. a.Schauinsland-Lamas) betreibt. Er ist seit 1978 mit der Orchesterdirigentin und Künstlerin Hortense von Gelmini verheiratet und hat mit ihr den Sohn Benedikt.

### Ausbildung und beruflicher Werdegang
Als Schüler und Werkstudent studierte Droste zu Hülshoff Orgelspiel u. a. bei Heinz Anton Höhnen. Nach dem Abitur am Gymnasium in Oberlahnstein absolvierte er ein Volontariat bei der Deutschen Bank in Koblenz und begann ein Studium der Forstwissenschaft an der Forstlichen Fakultät der Georg-August-Universität Göttingen in Hann. Münden. Dann studierte er Rechtswissenschaft in Münster sowie in Freiburg im Breisgau, wo er 1969 seine spätere Ehefrau kennenlernte. Sein Referendariat absolvierte er beim Landgericht Konstanz – in dieser Zeit lebte er im Fürstenhäusle seiner Ur-Urgroßtante Annette von Droste-Hülshoff und auf Burg Meersburg – und beendete seine juristische Ausbildung 1975 mit dem Zweiten Staatsexamen.
1975/1976, als Wissenschaftliche Hilfskraft an der Albert-Ludwigs-Universität Freiburg, begann Droste zu Hülshoff auf Vorschlag von Alexander Hollerbach mit einer (nicht abgeschlossenen) Dissertation über den Rechtsphilosophen Clemens-August von Droste zu Hülshoff, Ergebnisse dieser Arbeit veröffentlichte er später in seinen Büchern Annette von Droste-Hülshoff im Spannungsfeld ihrer Familie. und 900 Jahre Droste zu Hülshoff Parallel arbeitete er als Rechtsanwalt, eine Tätigkeit, die er ab Oktober 2013 wieder ausübte.
Ab 1976 arbeitete Droste zu Hülshoff als Verwaltungsjurist im früheren Landesgewerbeamt Baden-Württemberg, dem Landratsamt Ortenaukreis und von 1980 bis 2013 im Regierungspräsidium Freiburg. Zunächst Referent für öffentliches Baurecht – auf diesem Gebiet wirkte er auch als Lehrbeauftragter an der Hochschule Kehl – wurde er Referent von Regierungspräsident Norbert Nothhelfer. 1982/83 erarbeitete er für die CDU Südbaden die Grundlagen der Umweltstrategie Grüne Charta und initiierte 1984 deren Kulturcharta, die in Baden-Württemberg umgesetzt wurden.
Im Rahmen ihrer Europapolitik richtete die Landesregierung von Baden-Württemberg 1986 ein „Grenzlandreferat“ ein, das zur Stabsstelle für grenzüberschreitende Zusammenarbeit und europäische Angelegenheiten ausgebaut wurde. Droste zu Hülshoff war ab 1986 deren stellvertretender Leiter und von 1999 bis 2013 deren Leiter. Die Einrichtung wurde im Regierungspräsidium Freiburg angesiedelt. Sie koordiniert mit dem Elsass, den nördlichen Kantonen der Schweiz, Vorarlberg und Liechtenstein die grenzüberschreitende Zusammenarbeit an Oberrhein, Hochrhein und Bodensee auf regional-staatlicher Ebene. Sie verwaltet und fördert mit ihren Partnern u. a. die Trinationale Metropolregion Oberrhein mit ihren Eurodistrikten Eurodistrikt Strasbourg-Ortenau, Eurodistrikt PAMINA, Eurodistrict Region Freiburg/Centre et Sud Alsace und Trinationaler Eurodistrict Basel sowie die Internationale Bodenseekonferenz. Für die o. g. Grenzregionen Baden-Württembergs ist sie auch für die Genehmigung von EVTZ und die Förderung von Projekten im Rahmen der europäischen territorialen Zusammenarbeit (Interreg) zuständig. Die grenzüberschreitende Zusammenarbeit in diesen Regionen gilt europaweit als modellhaft. Droste zu Hülshoff war u. a. Vorsitzender der Arbeitsgruppe Interreg-Oberrhein, des Koordinationsausschusses der Oberrheinkonferenz und leitete 2004/2005 die Projektgruppe Weltkulturlandschaft Bodensee der Internationalen Bodenseekonferenz; er wirkte für Baden-Württemberg auch in der Donaustrategie mit.
Droste zu Hülshoff ist Autor juristischer und verwaltungspolitischer Schriften sowie historischer und kulturpolitischer Bücher, auf die sich seine Vortragstätigkeit bezieht.

### Ehrenamtliches Wirken

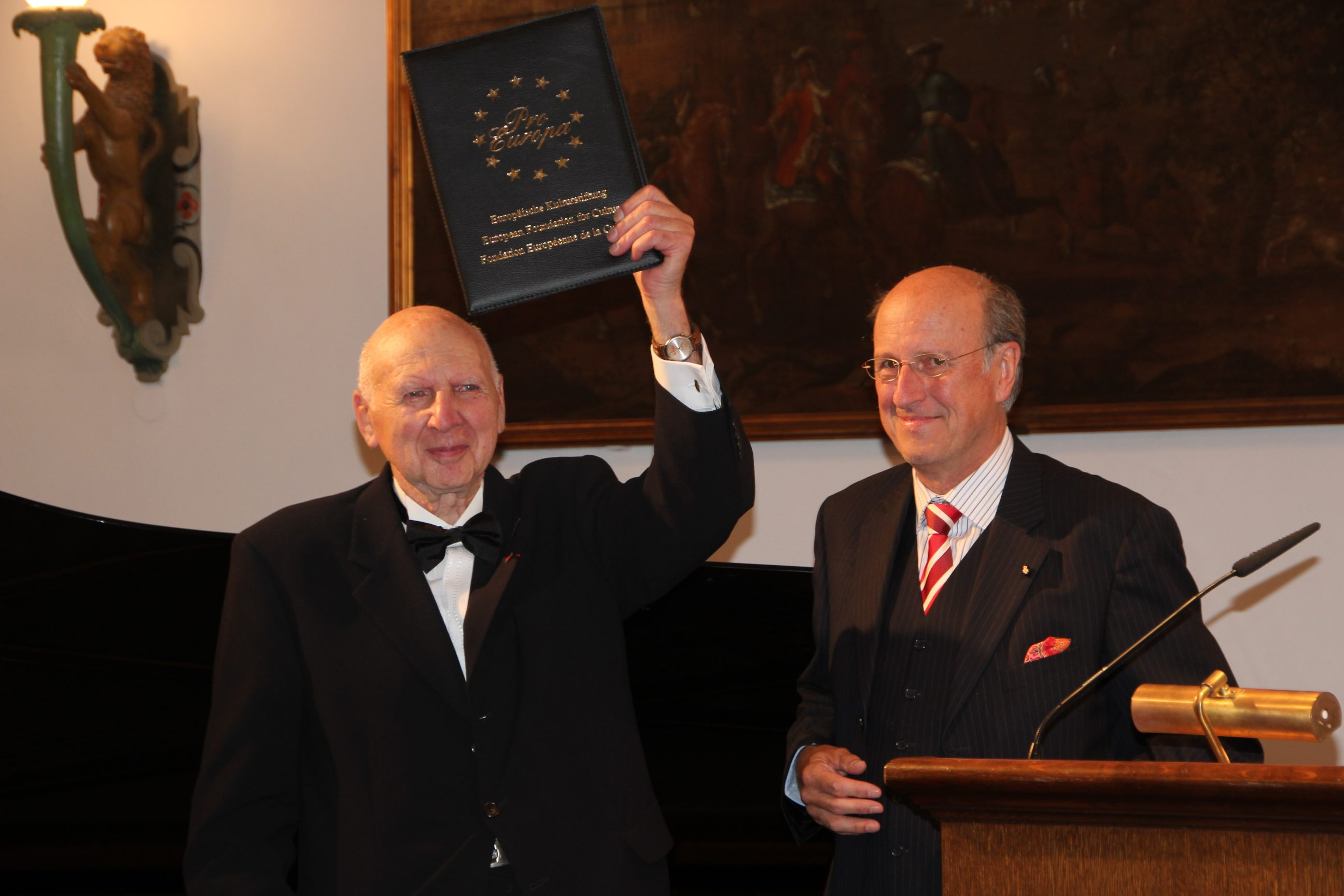
Wilderich von Droste zu Hülshoff (rechts) bei der Verleihung des Europäischen Kulturpreises an André-Paul Weber im Historischen Kaufhaus (Freiburg im Breisgau)

Droste zu Hülshoff war seit 1994 Beirat und ist seit 1999, als Nachfolger der Stifterin Silvia Berk, ehrenamtlicher Alleinvorstand der 1994 in Freiburg gegründeten, gemeinnützigen Kulturstiftung Libertas per Veritatem, welche Kunst und Kultur im Zusammenhang mit dem Gesamtwerk seiner Ehefrau fördert.  Er war mehrfach Laudator bei der Verleihung der Europäischen Kulturpreise durch die Stiftung Pro Europa, so 2012 für das Trinationale Umweltzentrum und 2014 für André-Paul Weber. Er ist u. a. Mitglied des Malteser Hilfsdienstes sowie der Annette-von-Droste-Gesellschaft e. V.

## Auszeichnung
- 1999: Ehrenritter des Souveränen Malteserordens[23]

## Trivia
Er war 1997 und 2012 Gast in der Fernsehratesendung Ich trage einen großen Namen.

## Veröffentlichungen

### Bücher
Als Herausgeber:
- Hortense von Gelmini – Dirigentin von Format. Stiftung Libertas per Veritatem (Hrsg.) mit Vorwort von Wilderich Freiherr Droste zu Hülshoff, Verlag LPV Hortense von Gelmini, Horben 2021, ISBN 978-3-936509-18-2.

Als Autor:
- 30 Jahre Stiftung Libertas per Veritatem – Christliche Grundwerte in der Öffentlichkeit. Werk der Denkerin, Dichterin, Malerin und Musikerin Hortense von Gelmini. Horben 2025.
- 900 Jahre Droste zu Hülshoff. 2. erweiterte Auflage, Verlag LPV Hortense von Gelmini, Horben 2022, ISBN 978-3-936509-19-9.
- Familiengeschichte Gelmini von Kreutzhof, Privatdruck Horben, 2021
- Hortense von Gelmini – Leben und Werk – die Kunst Gott zu loben. Verlag LPV Hortense von Gelmini, Horben 2007, ISBN 978-3-936509-10-6.
- Die Macht der Sprachregelungen – Kampfbegriffe in der Kirche. Selbstverlag Initiativkreis katholischer Laien und Priester in der Erzdiözese Freiburg e. V. 1998.
- Annette von Droste-Hülshoff im Spannungsfeld ihrer Familie. Band XI. der Reihe Aus dem deutschen Adelsarchiv. Starke Verlag, Limburg (Lahn) 1997, ISBN 3-7980-0683-0.
- Baurechtspraxis im Außenbereich. Boorberg, Stuttgart 1985, ISBN 3-415-01117-8.

### Gedichte
- Pfingsten und Mariä Krönung. In: Maria Frau der Frauen. Otto Gillen/Hortense von Gelmini, Christiana-Verlag, Stein a. Rh. 1991, ISBN 3-7171-0944-8.

### Aufsätze
- Wo meine Lebenden wandeln und meine Toten ruhen – Annette von Droste-Hülshoff und St. Pantaleon in Münster-Roxel. In: 200 Jahre St. Pantaleon-Schützenbruderschaft zu Roxel, Laumann-Verlag, Dülmen 2021, ISBN 978-3-89960-488-7.
- 900 Jahre Droste zu Hülshoff – uralte Wurzeln in Everswinkel. In: Münsterland – Jahrbuch des Kreises Warendorf 2021, 70. Jahrgang 2020, S. 69 ff., ISSN 1431-1011.
- Werner Adolph von Haxthausen – Inspirator des Bökendorfer Romantikerkreises und seine Nachkommen (Einleitung und acht Biografien: über Werner Adolph, seine Söhne Moritz Elmerhaus und Werner sowie seine Töchter Therese, verh. Freifrau Droste zu Hülshoff, Dorothea, verh. Freifrau von Wolff-Metternich, Franziska, verh. Gräfin von Bocholtz-Asseburg), mit Sibren Verhelst (Genealogie), Gorinchem (Niederlande), 2014.
- Die grenzüberschreitende Zusammenarbeit im Wandel 1986–2006. In: Vier Jahrzehnte Kleine Außenpolitik für Baden-Württemberg. Hrsg. Regierungspräsidium Freiburg, 2006, Redaktion: Wilderich von Droste.
- Annette von Droste-Hülshoff am Bodensee – zum Gedenken an ihren 150. Todestag am 24. Mai 1998 in Meersburg. In: Badische Heimat. 4/1998.
- Annette von Droste-Hülshoff – ein Genie im Spannungsfeld ihrer Familie. In: Deutsches Adelsblatt. 15. Januar 1997.
- Zeitnotwendige Bemerkungen zum Verhältnis von Kirche und Kunst – falsch verstandenes Aggiornamento. In: Kirche heute. Nr. 10/1995.
- Umweltschutz kennt keine Grenzen. In: Umweltreport. 1994.
- Grenzüberschreitende Umweltschutz-Rechte der Kommunen im Deutsch-Französisch-Schweizerischen Grenzgebiet. In: Kommunalpraxis. Nr. 2/1994.
- Rechtsfragen kommunaler grenzüberschreitender Zusammenarbeit – Theorie und Praxis am Hoch- und Oberrhein. In: Kommunalpraxis. 11/1993.
- Aspekte der Umweltverträglichkeitsprüfung im deutsch-französischen Grenzraum (Oberrhein). In: UVP-Report. 2/1992
- Hortense von Gelmini und ihr Werk. In: Einblicke. Glock u. Lutz, Heroldsberg bei Nürnberg 1981, ISBN 33-7738-7009-8.